# گیل-دونگ
گیل-دونگ (به لاتین: Gil-dong) یک منطقهٔ مسکونی در کره جنوبی است که در Gangdong District واقع شده‌است.